# 蘇格蘭場
蘇格蘭場（英語：Scotland Yard，又稱），是英國人對首都倫敦警務處總部所在地的一個轉喻式稱呼。
蘇格蘭場負責維持包括整個大倫敦地區的公共治安及交通秩序，但倫敦市除外，該區的警務由倫敦市警察管轄。
歷史上倫敦警務處總部曾3度搬遷，現時的總部大樓位於倫敦維多利亞堤岸，彼鄰英國政府中樞所在地白廳。該建築曾為倫敦警務處舊總部的一部分，經翻新後於2016年正式啟用。

## 「蘇格蘭場」稱呼的起源

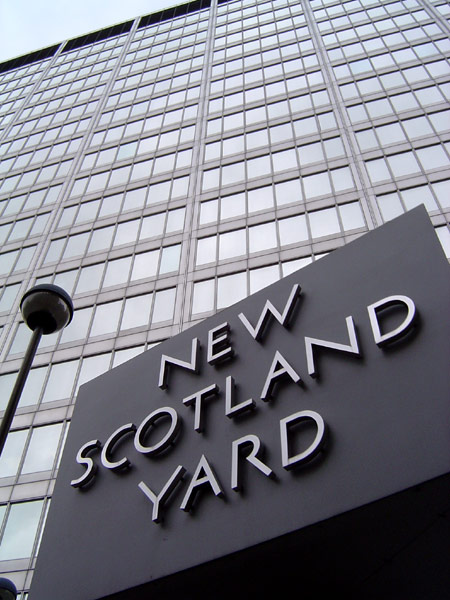
位於倫敦西敏市蘇格蘭場的經典標誌。該標誌已隨蘇格蘭場的搬遷而移到新址。

蘇格蘭場本身既不是位於蘇格蘭，也不負責蘇格蘭的警備。蘇格蘭場這個名字源自1829年，當時坐落在白廳廣場4號的倫敦警察廳開設有一扇後門，而後門正對著一條名為“大蘇格蘭場”（Great Scotland Yard，該地點可能是蘇格蘭和英格蘭合併組成聯合王國之前，蘇格蘭国王访问英格蘭时使用的宫殿或蘇格蘭王國驻英格蘭大使專用宫殿）的街道上。其後這扇後門變成了警察廳的公眾入口，而“蘇格蘭場”也漸漸成為了倫敦警方的代名詞。

## 搬遷與重建

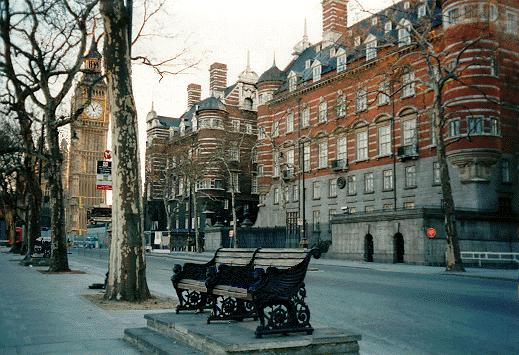
第二代總部「新蘇格蘭場」原址

倫敦警務處後來於1890年遷至維多利亞堤道（Victoria Embankment，离今天英國國防部不远）的第二代總部，稱為「新蘇格蘭場」（New Scotland Yard），並多次擴展而建造新建築。自踏入20世紀以來，為了適應新時代科學鑑證辦案方式以及大倫敦都會區日益繁重的警務需求，倫敦警務處於1967年遷至百老匯10號（10 Broadway）的新落成建築。儘管前後兩次搬遷相隔近80年，这两个新地址仍同被倫敦市民称之为「新蘇格蘭場」。
最早期的蘇格蘭場后来交由英国陆军使用，成为陆军的征募所和皇家憲兵的总部。今天原来的建筑已经所剩无几。其中一座尚存的古建筑是今天的一个警察站。
因應資源重整，首都警察監管局於2013年宣佈出售第三代總部建築，並將倫敦警務處總部重新設於第二代總部原址的部分建築。該建築（即 Curtis Green Building）在2016年翻新完成後，成為第四代倫敦警務處總部。

## 其他蒐記
蘇格蘭場的犯罪数据库被称为「Home Office Large Major Enquiry System」（内政部大型重要查詢系统），其缩写是HOLMES，用以纪念英國著名偵探小說家柯南道爾爵士筆下的大侦探夏洛克·福尔摩斯。
蘇格蘭場过去的电话号码是1212，今天，伦敦大多数警察局和蘇格蘭場本身的电话号码依然以1212作为最后四个号码。
一篇發表於1964年紐約時報的文章曾寫道：“如果說華爾街這個名字代表著紐約的金融王國，那麼蘇格蘭場也有著類似的意義——代表著倫敦警方的一舉一動。”

## 流行文化
蘇格蘭場已成為國際著名的治安象徵，並成為許多犯罪小說的主要場景之一，如柯南·道爾筆下的福爾摩斯及雷斯垂德探長。
《蘇格蘭場探案》也是一款圖板遊戲的名稱。

## 外部連結
- 官方網站（页面存档备份，存于）